# Pridoli (série)
Stratigraphie
Ludfordien
Ludlow Lochkovien
Dévonien inférieur
Dévonien
Subdivisions
L'époque du Pridoli n'est pas subdivisée en étages.
| Système                                            | Série      | Étage        | Âge (Ma)       |
| -------------------------------------------------- | ---------- | ------------ | -------------- |
| Dévonien                                           | Inférieur  | Lochkovien   | plus récent    |
| Silurien                                           | Pridoli    | Pridoli      | 423.0 – 419.62 |
| Silurien                                           | Ludlow     | Ludfordien   | 425.0 – 423.0  |
| Silurien                                           | Ludlow     | Gorstien     | 426.7 – 425.0  |
| Silurien                                           | Wendock    | Homérien     | 430.6 – 426.7  |
| Silurien                                           | Wendock    | Sheinwoodien | 432.9 – 430.6  |
| Silurien                                           | Llandovery | Télychien    | 438.6 – 432.9  |
| Silurien                                           | Llandovery | Aéronien     | 440.5 – 438.6  |
| Silurien                                           | Llandovery | Rhuddanien   | 443.1 – 440.5  |
| Ordovicien                                         | Supérieur  | Hirnantien   | plus ancien    |
| Subdivisions du Silurien d'après l'ICS, août 2018. |            |              |                |

Le Pridoli est la dernière époque ou série du système Silurien dans l'ère Paléozoïque. Il s'étend de 423,0 ± 2,3 à 419,2 ± 3,2 millions d'années. Il doit son nom au site de Přídolí dans la vallée du ruisseau Daleje dans les environs de Prague en Tchéquie.

## Nomenclature
La nomenclature des séries et étages du Silurien date de 1985.
Elle possède deux caractéristiques :
- la série Pridoli est la seule dans la nomenclature internationale de l'échelle des temps géologiques à ne pas être subdivisée en étages[1],[2],[4] ;
- les séries du Silurien sont les seules également qui, construites à partir de noms de lieux, n'ont pas de suffixe en « ien ». Par exemple, le Pridoli ne devient ainsi pas Pridolien, même si le terme est parfois utilisé, mais n'est pas accepté par la Commission stratigraphique internationale et l'Union internationale des sciences géologiques (UISG).

## Faune et flore
Des cooksonia et autres rhyniophytes se retrouvent dans les dépôts littoraux. Ils sont souvent associés à des débris d'euryptérides (scorpions marins).